# Gil Carrillo de Albornoz
Gil de Albornoz y Espinosa (ur. w 1581 w Valladolid – zm. 19 grudnia 1649 w Rzymie) – hiszpański duchowny katolicki, kardynał i polityk. 

## Życiorys
Był wiceprzewodniczącym Rady Królewskiej i kapitanem generalnym w królestwie Nawarra. Należał też do Rady Inkwizycji. Czerpał dochody z wielu hiszpańskich beneficjów. W 1630 roku papież Urban VIII mianował go kardynałem prezbiterem Santa Maria in Via. W latach 1630–37 był arcybiskupem Tarentu. Na konklawe 1644 w imieniu króla Hiszpanii zgłosił weto wobec kandydatury kardynała Giulio Cesare Sacchetti. Zmarł w Rzymie.